# 袈裟切り地蔵

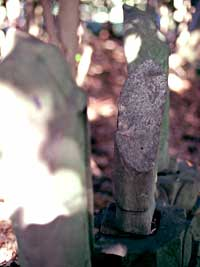
現在でも切られた姿のまま建てられている袈裟切り地蔵

袈裟切り地蔵（けさきりじぞう）または笑い地蔵（わらいじぞう）は、静岡県湖西市に伝わる、人を化かしたという地蔵。

## 伝承
潮見坂という地域にある六地蔵が人を化かすという噂があった。白須賀宿に泊まっていた若侍がそれを聞き、自分が化け物を退治すると意気込んで地蔵のもとへ向かった。
若侍が六地蔵のもとへ着くと、6体ある地蔵の内の1体が一つ目の入道に化け、赤い舌を見せながらゲラゲラと大声で笑い始めた。すかさず若侍が刀を抜いて斬りつけると、入道は悲鳴をあげて消え去った。
次の日に若侍が再び地蔵を見に行くと、地蔵の1体が倒れており、袈裟懸けに斬られた跡があった。以来、この地蔵は袈裟きり地蔵、笑い地蔵などと呼ばれるようになったという。